# Гај Марије
Гај Марије (лат. Caius Marius; рођ. 157. п. н. е. – умро 13. јануара 86. п. н. е.) је био римски државник и војсковођа. Најпознатији је по војним реформама којима је омогућио регрутовање најсиромашнијих римских грађана који су по истеку двадесетогодишње војне службе добијали у име часног отпуста комад земље у Италији. Маријева реформа војске довела је до професионализације римске војске, али и за њено трајно везивање за успешне војсковође које су војницима могли да обезбеде што више плена и земље за насељавање. На тај начин, амбициозне војсковође попут Марија, Суле, Помпеја и Цезара су почели да користе војску у политичкој борби што је у дугорочном периоду довело до заоштравања кризе Римске републике и њеног пада 30. године п. н. е.

## Младост
Марије се родио 157. године п. н. е. у граду Арпинију у јужном делу Лација. Римљани су освојили Арпиниј у 4. веку п. н. е. и становници града су 188. добили пуно римско грађанско право. По биографу Плутарху, који је живео у 2. веку наше ере, Маријев отац је био незнатног порекла и морао је да обавља физичке послове. Међутим, традиција сачувана код Плутарха ипак није веродостојна. Маријева породица је родбински била повезана са локалном, муниципијалном аристократијом, одржавала је контакте са нобилитетом у Риму, а сам Гај Марије се кандидовао за магистратуре у свом родном граду. По овим показатељима Маријева породица је вероватно припадала коњаничком сталежу. Потешкоће на које је наишао касније у Риму биле су типичне за сваког „скоројевића“ (homo novus).
По легенди, Марије је као дечак пронашао орловско гнездо са седам птића у њему. Пошто се орао сматрао птицом посвећеном Јупитеру, врховном богу старих Римљана, овај догађај се касније сматрао као добар предзнак којим је проречено Маријевих седам избора за конзула. Као конзул Марије је наредио да се орао постави за симбол Римског сената и народа (Senatus Populusque Romanus).

## Почеци каријере
Марије се први пут истакао 134. године п. н. е. у време када је као обичан војник служио у Хиспанији у време опсаде келтиберског града Нумансије. Није познато колико је дуго служио на Иберијском полуострву тј. да ли је стигао раније или тек у контингенту на челу са способним војсковођом Сципионом Емилијаном који је послат да докрајчи опсаду. У сваком случају, његова срчаност у борби привукла је Сципионову пажњу. Марије се тада кандидовао за једног од двадесетчетири војна трибуна који су командовали у оквиру четири римске легије (остале војне трибуне је именовао магистрат који би окупио легије). По Салустију, Маријева репутација обезбедила му је избор иако римски гласачи нису ни знали како изгледа.
Марије се затим неуспешно кандидовао за једну од локалних функција у Арпинију, али је потом изабран за квестора за 122. годину. Овакав след догађаја је тешко објаснити. Избор на место војног трибуна показује да је Марије већ био заинтересован за римску политику. Могуће је пак да се кандидовао у родном граду како би стекао локалну подршку, али је изгледа изгубио од неког локалног политичара. О Маријевој квестури у Цисалпинској Галији (данашња медитеранска обала Француске) ништа не знамо.
У наставку политичке каријере Марије се ослонио на подршку свог наслеђеног патрона Квинта Цецилија Метела. Породица Метела (Metelli), иако није била ни древна ни патрицијска, у то време представљала је једну од најмоћнијих породица у Риму. Укратко, вишегенерацијска повезаност са Метелима још једном доказује да Маријева породица није била потпуно без важних политичких веза и доброг порекла. Као народни трибун Марије је спроводио популарску политику и спровео је закон којом је отежао богатима да се мешају у изборни процес. Наиме, током четврте деценије 2. века уместо усменог гласања уведено је гласање путем гласачких кутија у случајевима избора магистрата, изгласавања нових закона и судских пресуда. Маријев закон је сузио стазу којом су бирачи улазили на гласачко место и тако је онемогућио трећим лицима да се умешају међу гласаче и спроводе агитацију или притиске. Спровођење овог закона удаљило је Марија од породице Метела.
Без подршке Метела Марије је изгубио наредну изборну утакмицу када се кандидовао за курулног едила, а затим и изборе за место народног едила. По Плутарху оба изборна пораза одиграла су се у истом дану, али је то из техничких разлога немогуће. Најзад, Марије је изабран за претора за 116. годину, али је од шесторице изабраних добио најмање гласова. Одмах по избору оптужен је за потплаћивање гласача, али је ослобођен оптужби. Годину оскудну догађањима провео је у Риму као претор (није познато коју је преторску службу вршио тј да ли је био градски претор, претор задужен за судске процесе са странцима или председник одбора за наплату дугова). Маријев империјум је 114. године п. н. е. продужен и он је послат као управник у провинцију Онострану Хиспанију. У Хиспанији Марије је изгледа водио војне акције мањег обима. Пошто су у ово време римски намесници постављани у хиспанским провинцијама на две године Марије се после 113. вратио у Рим.
По повратку у престоницу оженио се Јулијом Цезарис, сестром Цезара Страбона, оца Гаја Јулија Цезара. Брак је склопљен нешто пре 110. године пошто се Марију између 110. и 108. родио син Гај Марије Млађи. Генс Јулија Цезара био је угледан патрицијски род, мада је током 2. века старе ере само један од његових чланова успео да се уздигне изнад претуре и 157. постане конзул. Ипак, судећи по женидби Марије је већ уживао значајан политички утицај.

## Метелов легат
Иако се 120. разишао са својим патроном Метелом, политичко савезништво је изгледа обновљено током времена. Метел је 109. именовао Марија за свог легата у свом походу против краља Нумидије Југурте. Легати су формално гледано били изасланици сената који је требало да надзиру рад војсковођа на војним кампањама. Ипак, крајем 2. века п. н. е., легати, иако именовани од сената, најчешће су служили војни заповедници под командом војсковође на челу похода. Метел је тако затражио од сената да потврди његов избор Марија за легата. У Салустијевом подугачком извештају о Метеловом ратовању у Африци, Марије је једини легат који се спомиње поименично (Други легат Метела је био Публије Рутилије Руф). Метелу је користило Маријево војно искуство, а Марије је искористио прилику да учврсти своје политичке везе.

## Први конзулат
До нових неслагања са Метелом дошло је 108. године када је Марије изразио жељу да се кандидује за највишу магистратуру - конзулат. Метел је међутим одбио да му да отпуст из војске и одобри му пут у Рим тражећи од Марија да заузда своје амбиције. Метелов план био је да се његов син, будући Метел Пије, и Марије заједно кандидују за конзулат. Међутим, Метел Пије је имао тек 20 година што би значило да се за конзулат могао кандидовати тек у својој четрдесетој. Марије ипак није могао да чека чак две деценије и провео је лето 108. у предизборној пропаганди међу војницима, којима је попустио војну дисциплину, и локалним италским трговцима. Трговцима је најављивао да би могао да зароби Југурту за свега неколико дана са упола мање војске од оне која је била на располагању Метелу. И војници и трговци су писали кућама хвалећи Марија као човека који би брзо могао да оконча рат за разлику од Метела који је систематски заузимао чак и удаљена села. У једном од похода у унутрашњост Нумидије Римљани су се сукобили са нумиђанском војском на реци Мутул и Марије је са својим одељењем војника успео да спасе Метела и његове људе из заседе и прибере растурену римску војску. Југурта је тада наредио повлачење и битка је окончана нерешеним исходом, иако су је Римљани, због узмака непријатеља, сматрали за своју победу.
Марије је након тога отпутовао у Рим и убедљиво тријумфовао на изборима за конзула за 107. годину. Јавно мњење је Југуртин рат, његову дужину и тешкоће сматрало као последицу поткупљивости оптиматских војних заповедника који су примали мито од нумиђанског краља. Са те стране, Марије је деловао као неискварени и честити скоројевић. Маријев избор за конзула ипак је наишао на опозицију сената. Сенатори су желели да склопе мир са Југуртом и оставе Метела (конзула за 108.) као конзуларног намесника дела Нумидије под римском контролом, све у складу са Lex Sempronia (Семпронијев закон). Марије је спремно одговорио на овај изазов позивајући се на случај из 131. године п. н. е. када је народна скупштина изабрала главнокомандујућег за рат против пергамског претендента Аристоника. Слично тадашњим догађајима, народни трибун је сада спровео специјални закон по коме је у скупштини спроведен избор популарног Марија за новог команданта у рату против Југурте. Метел је са запрепашћењем дочекао овакав развој догађај који је практично значио његову смену. Вратио се у Рим, где је намерно избегавао сусрете са Маријем. Сенат му је пак одобрио тријумф и почасни надимак Нумиђански (Numidicus).

## Маријеве војне реформе
Процењујући да му је потребна бројнија војска за окончање Југуртиног рата, Марије је желео да спроведе опсежнију регрутацију. Наиме, по дотадашњим законима римску војску могли су да служе носиоци римског грађанског права који су поседовали имовину у висини од бар 3000 сестерција и који су самим тим сами себи могли да обезбеде оружје и опрему. Како реформе браће Тиберија и Гаја Граха нису успеле, слој ситних италских земљопоседника, који је давао већину војске је прилично пропао у материјалном погледу тј спао је испод имовинског цензуса. Поред тога, у истом периоду Римљани су претрпели тешке губитке у рату са Кимбрима и Тевтонцима, где је 113. конзул Карбон изгубио 20.000 људи, и далеко умереније, али неугодне губитке у рату са Југуртом. Пошто су варвари запретили Италији поново, преостала Метелова војска је послата у алпске крајеве.
Марије је морао да обезбеди регрутацију и проблем је решио тако што је, супротно дотадашњој традицији, омогућио најсиромашнијим грађанима (capite censi) да приступе војсци. По његовој замисли, војска је професионализована тако што је војник пристајао да служи на 25 година, а заузврат га је држава снабдевала опремом, оружјем и редовном платом у новцу. Поред тога војници су имали право на део ратног плена.
Пошто је окупио и опремио своју будућу војску, Марије је спровео ригорозну и уједначену војну обуку. Војска је стриктно подељена на легије од по 6.000 људи од чега је на војнике отпадало 5 200. Свака легија се делила на 10 кохорти, а свака кохорта на центурије које је чинило око 80 људи. Центурије су заједно марширале, наступале у борбу и подизале заједнички логор. Војници су били дужни да носе сопствено оружје и опрему (око 25 kg најмање) тако да, сем што су добили надимак Маријеве муле, мобилност легија, које нису сада биле оптерећене бројном комором, је повећана.
По трећем делу реформе, војници су по завршетку службе добијали комад земље у Италији који би био довољан за даље издржавање њихових породица. Подела земље ислуженим војницима зависила је од њиховог заповедника. Официрски кадар је исто тако професионализован и сада је примао исплате новца 10-25 пута веће од обичних војника. Марије је такође обећао римско грађанско право становницима средње Италије (Пиценум, Етрурија...) који би одслужили пун војни рок.

## Југуртин рат
Марије се 107. искрцао у Нумидији релативно касно да би могао да предузме опсежније војне акције. Ипак крајем године, као и наредне године, римска војска је заузела Нумидију сем крајева уз границу са Мавретанијом у коју се Југурта склонио код свог таста краља Бокха. Када су Римљани притисли границе Мавретаније, Бокх је затражио преговоре на које је Марије послао свог квестора Луција Корнелија Сулу. У почетку, Марије је наводно био незадовољан самом идејом о Сулиној квестури, пошто је младић важио за коцкара и љубитеља других лаких забава. Међутим, Сула се у војним пословима показао као достојан службе и прихватио се неизвесне мисије пута у Мавретанију. Сула је охрабрио Бокха да предложи сенату савез, а сенат је заузврат прихватио по цену Југуртиног изручења. Бојажљиви Бокх је прихватио и убрзо предао Југурту Сули чиме је дуготрајни рат окончан у римску корист. Сула је, у складу са командном хијерархијом, заслуге за заробљавање Југурте препустио Марију. Доцније је читав догађај постао камен спотицања између два велика римска државника пошто је Сула користио печатни прстен са представом Југуртиног заробљавања тј користио је сваку прилику да Марија и јавност подсети на свој успех којим је отпочела његова успешна политичка каријера.

## Кимбри и Тевтонци
Кимбри и Тевтонци, два германска племена која су била у сталном стању сеобе, су угрозили крајеве на домаку Италије први пут 113. године. Римска војска и конзул Карбон упућени да изврше превентивни удар су 112. преживели тежак пораз код Нореје (данас Нојмаркт у Аустрији). Након тога варвари су кренули на запад према Галији где су изазвали нова померања међу локалним племенима. У ово време Римљани су већ имали успостављену провинцијску управу над јужном Галијом (данашња Прованса) која је била позната као Трансалпинска или Нарбонска Галија. У току наредних неколико година, све војске које су биле послате на Кимбре и Тевтонце биле су поражене. Најзад, варвари су 105. покушали да пређу Рону а римску војску која је била послата да их спречи предводили су двојица несложних војсковођа, конзул Гнеј Малије Максим, још један скоројевић, и проконзул Квинт Сервилије Цепион, аристократа пореклом, који је одбијао да прима наређења од Малија. Резултат неслоге била је катастрофа у бици код Араусиона (данас Оранж у Француској) 6. октобра 105. у којој су Римљани изгубили 80.000 војника. Укупне жртве су износиле можда и преко 100.000 људи. Италију је ухватио велики страх (terror cimbricus) да се не понови Бренов поход на Рим из 390. (или 387.?) год. пре не). Крах код Араусиона је још једном скренуо пажњу јавности на ароганцију и некомпетентност римских војсковођа из редова оптимата.

## Нови конзулати
У страху од варварске најезде на Италију, Маријево име се појавило као име војсковође који би једини могао да спасе Рим. Марије је још увек боравио у Африци и за конзула за 105. је, супротно древном обичају, изабран у одсуству (in absentia). Овај вид избора није био неуобичајен крајем 2. века п. н. е., али је живо показивао колико су стари римски обичаји избегавани у пракси. Међутим, нешто после 152. био је донесен закон који је прописивао десет година паузе између вршења два конзулата. У страху од варвара, Римљани су заобишли закон и изабрали Марија за конзула. Он се вратио у Рим 1. јануара 104. године и прво је прославио тријумф над Југуртом који је вођен у свечаној поворци а затим погубљен у тамници.
Очекивана навала варвара ипак није погодила Италију одмах. Слично као и 112. године, Кимбри и Тевтонци су се упутили у пљачку околних области. Кимбри су се упустили у харање по Иберијском полуострву, а Тевтонци су отишли у северну Галију. Марије је тиме добио на времену да што боље припреми римску војску, али је сталну тензију која је владала у Италији искористио да на дотада незабележен начин освоји неколико конзулата заредом. Потпуно супротно обичајима, али сасвим у складу са расположењем јавности, Марије је био биран за конзула пет пута заредом од 104. до 100. године. Марије је као бивши конзул (проконзул) 103. могао да рачуна на највиша овлашћења, међутим изабрао је конзулат како би избегао сукобе са конзулима и вршио неометано врховну власт. Као конзул је био у позицији да утиче на избор незнатних особа на место конзуларног колеге. Када је 103. конзул Луције Аурелије Орест умро, Марије је отишао у Рим како би организовао изборе на којима је још једном освојио конзулат.

## Обрачун са германским племенима
Током 102. п. н. е. Кимбри и Тевтонци су се поново окупили у Галији и одлучили да упадну у Италију, овога пута у друштву келтских Тигурина. Тевтонци су кренули на југ са циљем да у Италију уђу следећи медитеранску обалу. Кимбри су изабрали пут преко Алпа како би кроз Бренеров превој ушли у Италију са северозапада. И Тигурини су изабрали Алпе у покушају да уђу у Италију са североистока. Подела варварске војске на три мање групе била је спасоносна по Римљане који су могли да покушају да зауставе једну по једну освајачку војску.
Марије се одлучио да прво пресретне Тевтонце који су већ били у римској провинцији Нарбонској Галији. Избегавајући отворену битку, Марије се повукао у утврђену Аква Секстију (данас Екс ан Прованс у Француској). Једно од мањих племена у тевтонској пратњи, Амброни, први су напали римске положаје али су тешко поражени. Побијено их је наводно око 30.000. Марије јер затим припремио заседу за надолазећу варварску главнину. Када су Тевтонци навалили, око 3000 римских легионара их је напало са леђа. Рачуна се да су Тевтонци готово потпуно уништени код Аква Секстије и да их је страдало око 100.000.
За то време, други конзул Квинт Лутације Катул није успео да одржи положаје у Алпима и Кимбри су крајем 102. успели да уђу у северну Италију. Марије је у то време боравио у Риму где је изабран за конзула за 101. п. н. е. и прославио тријумф над Тевтонцима. Зарад ванредних околности, Катулов мандат је продужен и Марије је кренуо да му се придружи. Здружени конзули су са својих осам легија затим однели велику победу код Верцеле (данас Верчели између Милана и Торина) над далеко бројнијом варварском војском. Рачуна се да је побијено најмање 90.000 варвара, док су Римљани заробили око 60.000 људи различитог пола и животног доба (пошто су варварске ратнике следиле и њихове породице). После вести о римским победама, Тигурини су одустали од похода на Италију и повукли се. Конзулима је затим одобрен заједнички тријумф, мада је јавно мњење Марија сматрало за великог победника. Убрзо се Катул отуђио од свог колеге и доцније је постао један од највећих Маријевих противника.

## Шести конзулат
Иако је опасност прошла Марије је, можда као вид награде, поново изабран за конзула. Међутим, 100. година п. н. е. није се показала као нарочито успешна за њега. Након победе, Марије је обећао својим италским легионарима римско грађанско право. Сенат се наравно није сложио са оваквом објавом, али је Марије одговорио да на бојном пољу није могао да разликује римске и италске легионаре па то не би требало да чини ни закон. Био је то први случај у римској историји да се победоносни војсковођа супротставио сенату и покушао да води самосталну политику. Најпосле, Марије се већ нешто пред избор за конзула придружио двојици радикалних политичара народном трибуну Луцију Апулеју Сатурнину и претору Гају Сервилију Глаукији. Сатурнин је покушао да спроведе аграрни закон којим би обезбедио поделу земље у Цисалпинској Галији (данашња Ломбардија) Маријевим ветеранима и њихово насељавање по колонијама на Сицилији, Македонији и Ахаји. Закон је предвиђао и да се пет дана по његовом усвајању сви санатори закуну да неће ометати спровођење закона под претњом избацивања из сената и високе новчане казне. Једини сенатор који је одбио да положи заклетву био је стари Маријев патрон Метел Нумиђански који је морао да напусти и сенат и Италију. Други Сатурнинов закон односио се на поделу јевтиног жита. Међутим, квестор Цепион је убрзо најавио да државна ризница неће моћи да изнесе финансирање Сатурнинових закона. Пошто су Сатурнинове колеге ставиле вето на усвајање закона, сенат је гласање прогласио ништавним, а Цепион је употребио силу како би обуставио гласање. Најпосле, закони Апулеја Сатурнина (leges Appuleiae) су усвојени уз претњу силом сенату и уз гласове Маријевих ветерана.
Крајем 100. Сатурнин је по трећи пут заредом изабран за народног трибуна, а његов савезник Глаукија се кандидовао за конзула. У предизборним махинацијама, Глаукијини људи су претукли на смрт једног од његових противкандидата, оптимата Гаја Мемија. Сенат је наредног дана прогласио Сатурнина и Глаукију за јавне непријатеље и одлазећем конзулу Марију наредио да заштити државу. Марије је наредног дана ухапсио своје некадашње политичке пријатеље Сатурнина и Глаукија на римском форуму под условом да им се поштеде животи и обезбеди поштено суђење. Заробљеници су потом смештени у једну од сенатских већница, Хостилијеву курију (Curia Hostilia), али су се ватрене присталице оптимата узверала на кров здања, скинули црепове и каменовале до Смрти Сатурнина и његове људе. Глаукија, који је успео да умакне, убијен је од стране светине у сопственој кући. Након ових тешких догађаја у Риму, Марије се повукао у приватан живот и отишао у источне провинције.

## Савезнички рат
Након повратка са Истока, Марије није играо важнију улогу у римској политици током 90-их година првог века п. н. е. Један од узрока био је што се Марије својом амбициозном политиком отуђио од сената и аристократије, а учешћем у гушењу Сатурниновог покрета и од популара. Иако је био поштован као велики војсковођа, сада је у првом плану у Риму било неколико политичара млађе генерације, на првом месту Сула, некадашњи Маријев подређени. Када је убиство народног трибуна Марка Ливија Друза 91. распалило Савезнички рат, Марије је именован за једног од саветника конзула Публија Рутилија Лупа у рату који су Римљани морали да воде против својих италских савезника. Конзул и његов стари легат су послати против Марса. Маријев савет да се војска подвргне подробнијој обуци није усвојен. Рутилије Луп је убрзо убијен у борби са Марсима на реци Лири, и Марије је прихватио привремену команду над остатком римске војске. Наредне, 89. Марије више није учествовао у даљем ратовању, а Савезнички рат је окончан римским уступцима 88. године.

## Први грађански рат
Сулини успеси у борби са Самнитима допринели су његовом избору за конзула за 88. годину. Исте године понтски краљ Митридат VI Еупатор је поразио римско савезника Никомеда, краља Битиније, и извршио инвазију на провинцију Азију. Почетак Првог митридатског рата био је обележен покољем око 80.000 Римљана у Малој Азији и преласком понтске војске у Ахају. У Риму је сенат већао да ли да команду у предстојећем рату повери Марију или Сули. Сенат се изјаснио за Сулу, али се стари Марије обратио народном трибуну Публију Сулпицију Руфу. Руф је био презадужен и Марије му је заузврат обећао да ће поништити његове дугове ако му овај обезбеди подршку народне скупштине. Народни трибун је тада сазвао комиције и Марије је изабран за вођу похода против Митридата. У Риму је поново дошло до насиља и Сула се морао склонити у Маријеву кућу и затражити заштиту и обуставу насиља. Пошто му Марије није изашао у сусрет, Сула је побегао из Рима и отишао у Нолу где је била окупљена војска за поход у Грчку. Сула је придобио своје старе легионаре и затим је повукао дотада нечувен потез - прекршио је прастару традицију и повео војску на Рим.
Нико, па ни Марије, није предвидео такав развој догађаја. Покушао је да организује одреде гладијатора који би бранили Рим, али се на вест о доласку шест легија одбрана разбежала. Марије и његове присталице су напустиле Рим, а сенат их је у Сулином присуству прогласио за јавне непријатеље и осудио на смрт. После неколико драматичних избегавања хапшења, Марије је успео да се домогне римске Африке.
Сула је пре одласка на исток желео да спроведе избор за конзуле за 87. који би у његовом одсуству одржавали његову вољу. За конзуле су ипак изабрани Гнеј Октавије, један од Сулиних послушника, и Луције Корнелије Цина, Маријев присталица. Цина се морао заклети Сули да ће очувати у Риму, али чим је Сула отишао у рат, Цина је позвао Марија из Африке.

## Седми конзулат и смрт
У безбедно удаљеној Африци Марије и његов син су окупили војску и испланирали долазак у Италију. У сукобу између Октавија и Цине, долазак маријеваца из Африке је био пресудан. Сада је Марије повео војску на Рим и заузео престоницу. Његови војници су одмах побили најистакнутије Сулине присталице, укључујући и Октавија. Наредног дана конзул Цина је покушао да уведе ред и наредио је погубљење стотинак Маријевих војника који су учествовали у неделима. Сенат је морао да осуди Сулу као јавног непријатеља и изгласа Марија за новог врховног команданта у Првом Митридатовом рату. Цина је потом по други пут изабран за конзула, а Марије по седми пут. Међутим, свега месец дана по повратку у Рим Марије је преминуо 13. јануара 86. године п. н. е. у својој седамдесет и првој години.

## Епилог
Без Марија и уз Сулин успех у рату са Митридатом, маријевци нису могли дуго да се одрже. Цина је 84. убијен у побуни војника који нису желели да се боре у грађанском рату, тако да се Сула без опозиције искрцао у Бриндизију 83. године. Марије Млађи је убијен док је бранио град Пренесту, град источно од Рима. Сула је затим заузео Рим и спровео крваве проскрипције у току којих је побијено на хиљаде сенатора и осталих маријеваца. Један од предвиђених за ликвидацију био млади Гај Јулије Цезар, братић Маријеве супруге и Цинин зет. На молбе весталки и чланова породице Аурелије Коте, Цезареве мајке, Сула је попустио. Ипак, Цезар је изгубио имовину и женин мираз, али је одбио да се растане од супруге Корнелије. По Сулиној оцени било је: " неколико Марија у том Цезару ".
Марије је био један од највећих војсковођа у римској историји. Као политичар био је амбициозан и неретко спреман да избегне традиције и законе зарад сопственог успеха. Његове реформе војске показале су се као врло успешне и далекосежне. У војном погледу учиниле су римску војску најбољом војском античког света која је односила победе и над вишеструко бројнијим али и дезорганизованијим непријатељима. У политичком погледу војска постаје доминантан фактор у политичкој борби под утицајем бескрупулозних војсковођа и политичара попут Марија, Суле и Цезара. Након победе над Кимбрима и Тевтонцима Марије је слављен као трећи оснивач Рима, што га је ставило у исту раван са Ромулом и Марко Фурије Камил.

## Хронологија
- 157. п. н. е. - рођен у Арпинију
- 134. п. н. е. - постаје војни трибун
- 122. п. н. е. - служи као квестор у Нарбонској (Трансалпинској) Галији
- 120. п. н. е. - изабран за народног трибуна
- 116. п. н. е. - претор у Риму
- 114. п. н. е. - проводи две године као намесник Оностране Хиспаније (Hispania Ulterior)
- 110. п. н. е. - жени се Јулијом, тетком Јулија Цезара
- 109. п. н. е. - враћа се војној служби као легат Цецилија Метела
- 107. п. н. е. - конзул први пут
  - спроводи војне реформе
- 104. п. н. е. - 100. п. н. е. - биран рекордних пет узастопних пута за конзула
- 101. п. н. е. - успешно окончава ратове са Кимбрима и Тевтонцима
- 91. п. н. е. - 88. п. н. е. - командује римском војском у Савезничком рату
- 87. п. н. е. - почетак Првог грађанског рата
  - Марије и његов син пред Сулом беже у Африку
  - Враћа се крајем године са војском из Африке и заузима Рим
- 86. п. н. е. - Седми конзулат
  - умире у Риму 13. јануара